# Antônio Carlos Cruz Santos
Antônio Carlos Cruz Santos MSC (ur. 25 listopada 1961 w Rio de Janeiro) – brazylijski duchowny katolicki, biskup Caicó w latach 2014-2024,  biskup Petroliny od 2024. 

## Życiorys
12 grudnia 1992 otrzymał święcenia kapłańskie w zgromadzeniu Misjonarzy Najświętszego Serca Jezusowego. Po rocznym stażu wikariuszowskim pracował jako wychowawca juniorystów i postulantów. W latach 2003–2011 kierował nowicjatem w Pirassununga, a w kolejnych latach był przełożonym "pro-prowincji" zakonnej z siedzibą w Niterói.
12 lutego 2014 papież Franciszek mianował go biskupem diecezji Caicó. Sakry udzielił mu 10 maja 2014 biskup Ricardo Pedro Paglia. 24 kwietnia 2024 papież Franciszek przeniósł go na urząd biskupa Petroliny. 